# 日本裔巴布亞新幾內亞人
日本人定居於西巴布亞和德屬新幾內亞的时间可以追溯到20世紀初，當時日本的移民在這些島嶼建立了椰樹種植園和貿易企業，特別是在拉包爾。在20世紀上半葉日僑社團仍然很小，在巴布亞的大多數日本人是商人和種植園經理，有少數人是漁民，但人數從未超過100人。他們中的許多人與巴布亞人女人結婚，在二次世界大戰期間，大多數日本人被驅逐到澳大利亞，在那裡他們被拘留。他們中的大多數人在戰後被遣返回日本，雖然他們的混血兒被允許留在當地，並與當地民眾吸收。

## 早年
日本人在德屬新幾內亞的存在可以追溯到20世紀初，一個潛水採珠員Isokichi Komine在1901年10月從托雷斯海峽群島的星期四島遷移到拉包爾定居，為州長Albert Hahl在種植園工作，貿易和造船。 Komine於1907年從Hahl獲得了30年的土地租賃權，在拉包爾建造了一個造船廠，此外還有其他幾個用於椰子種植的土地特許權。這時，日本移民在拉包爾和附近的島嶼加入Komine並為他工作。其他移民則定居莫爾斯比港和薩馬拉。當1914年第一次世界大戰爆發時，拉包爾的日本定居者經歷了政治緊張，因為德國和日本之間的關係減弱了。當日本在1914年宣布對德國進行戰爭時，Komine與澳大利亞人一致，但也與德國商人保持密切聯繫，以保護他的商業利益。幾個日本人在1914年和1918年之間遷移到新幾內亞，並建立了新的獨立企業與Komine競爭，主要包括椰樹種植園，潛水採珠和貿易。一個日本商人Imaizumi Masao在1916年建立了一個名為新不列顛圖片的畫廊。
一些居住在種植園中的日本定居者偶爾會遭受包括瘧疾在內的熱帶疾病，儘管死亡人數很少。在拉包爾的唐人街，日本定居者成為店主。日本移民一般與當地人保持親密的關係，相當多的人在1910年代以後與當地人結婚，雖然一些定居者從日本帶來他們的妻子和家庭。在20世紀20年代和30年代，日本人向新幾內亞的移民仍然很少，這是由於澳大利亞殖民政府強加的嚴格移民法律和阻止日本人在新幾內亞定居。 1932年，日本移民在拉巴爾組建了一個日本社會，並提名長濱太齊作為其第一任總統。日本移民通過正規貿易船舶與日本保持聯繫。大約在同一時間，第一個日本定居者的孩子繼承了他們父親的商業企業。

## 二戰及以后
在第二次世界大戰中，一些日本移民離開了新幾內亞，因為日本的偵察機經常在新幾內亞的天空中被發現，暗示了日本入侵。 來自南海貿易公司的一艘貿易船提供日本居民離開新幾內亞，但約三十三個日本人選擇留在新幾內亞。當1941年12月8日偷襲珍珠港的報告到達澳大利亞殖民政府時，拉包爾的日本居民立即被捕並被關押在當地的監獄，同時對在鄰國島上的其他日本居民的搜查和逮捕一直持續到1942年5月。日本居民的土著配偶和他們的混血兒也面臨著與其他日本居民類似的命運。當日本軍隊在1942年1月攻下拉包爾時，被拘留的日本居民被遷移到悉尼，雖然他們的本地配偶和孩子被遺棄。
當日本軍隊在1942年抵達拉巴爾時，沒有被拘捕的日本居民歡迎日本士兵，而混血兒也被釋放。在1942年至1945年的日本佔領期間，日本混血孩子被徵召從事軍中的文職或輕微的工作，一些接受日本教育。至少有一個日本混血兒菊池笛子描述了日本軍政府對混血兒童的待遇是溫和但紀律性的。在巴布亞新幾內亞仍在澳大利亞控制下的其他地區，日本居民的家庭通常受到澳大利亞軍方的嚴厲處理。在日本佔領期間，“慰安婦”是當地日本社區的另一個主要組成部分，在拉包爾的唐人街有多達3000名日本和韓國婦女。一些混血年輕的日本-巴布亞女孩也被徵召為慰安婦。
在1945年日本投降後，拉包爾的日本居民被自動遣返到日本，隨後一場關於曾經撫養當地家庭的日本老人的命運的辯論。在當地民眾中，有相當多的反日情緒，第一批日本定居者的墳墓與日本士兵的墳墓一起被挖掘出來，並投入大海。雖然少數日本移民能夠重新融入日本主流社會，但他們在一生剩餘的時間中沒有返回巴布亞新幾內亞。混合種族戰後的幾年內與當地民眾同化，並確定自己是巴布亞人。

## 文化概況
在1921年的人口普查中，新幾內亞有87個日本人，直到1940年這裡只有36人。大約三分之一的生活在拉包爾的商人，其餘的是種植園經理和漁民，主要居住在馬努斯，新愛爾蘭和布干維爾。在1933年進行的人口普查計算中，有29人是日僑二世。第一代日本人主要是神道和佛教信徒，在兩次世界大戰期間也沒有建造神社或佛教寺廟，日本居民通常公開慶祝澳大利亞假日，不在公共場合慶祝日本宗教或文化節日。以避免引起澳大利亞當局的懷疑。在與本地妻子結婚時，日本居民在基督教堂舉行婚禮，並經常將他們的孩子送到天主教學校。大多數混血兒童從幼兒起已被教導講巴布亞語和英語，對日語和日本習俗知之甚少。在日本佔領新幾內亞期間，日本混血兒被教授日語和文化習俗。